# Terre Rouge
Terre Rouge – miasto w północno-zachodnim Mauritiusie, w dystrykcie Pamplemousses. Według danych oficjalnych na rok 2000 liczy 8 736 mieszkańców.